# 天使に支えられる死せるキリスト

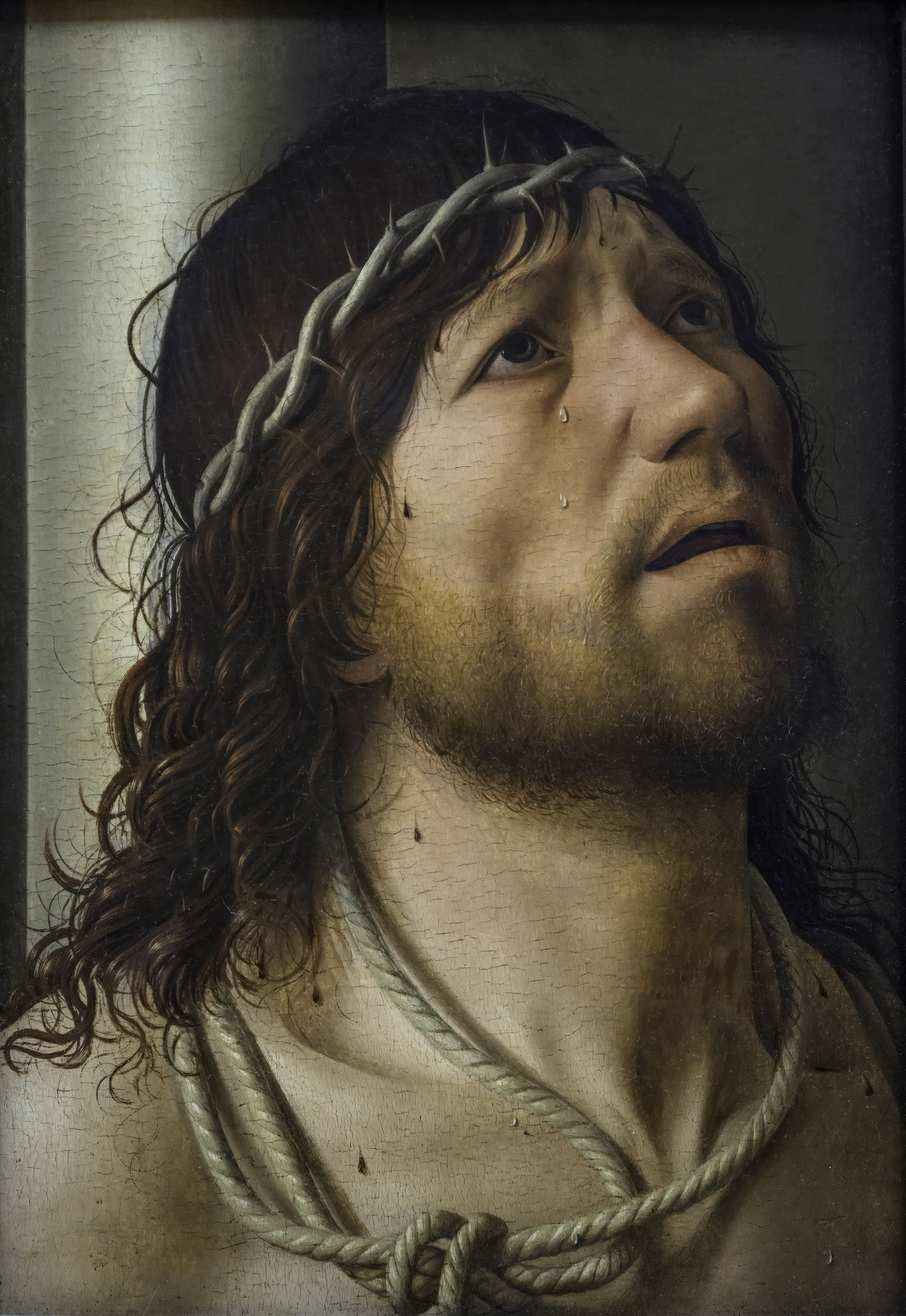
『柱に繋がれたキリスト』、25.8 cm × 21 cm、1476-1478年、ルーヴル美術館、パリ

『天使に支えられる死せるキリスト』(てんしにささえられるしせるキリスト, 伊: Cristo in pietà e un angelo）は、イタリアのルネサンス期の画家アントネロ・ダ・メッシーナが1475年から1476年に制作した板上の油彩画である。作品は、マドリードのプラド美術館に所蔵されている。

## 概要
アントネロ・ダ・メッシーナはイタリアにフランドル絵画の油彩技法を持ち込んだ画家である。画家はアラゴン王アルフォンソ5世時代のナポリで油彩技法を習得したと考えられている。当時のナポリは、イタリアで最もフランドル絵画の影響を受けていた。アントネロは1475年から1476年にヴェネツィアを訪れた後、故郷のシチリアの町メッシーナに戻り、この作品を描いた。背景奥にはメッシーナのサン・フランチェスコ教会が見える。
この作品で、画家はフランドル美術の細部描写とイタリア美術の身体の量感表現を組み合わせている。天使を入れた図像、キリストを前面に配置する構図に、アントネロがヴェネツィアで見たジョヴァンニ・ベッリーニ作品の影響が見てとれる。
キリストの顔はルーヴル美術館にあるアントネロの『柱に繋がれたキリスト』でも繰り返されている。天使に支えられるキリストの図像は、北方絵画を拠り所としている。